# Дроздов Олег Анатолійович
Олег Анатолійович Дроздов (1966) — український архітектор, художник, викладач. Засновник архітектурного бюро «Дроздов та партнери» та співзасновник Харківської школи архітектури. Живе та працює у Харкові (Україна).

## Життєпис

### Рання біографія та освіта
Олег Дроздов народився 12 вересня 1966 року у Волгодонську (СРСР).
У 1990 році закінчив Харківський інженерно-будівельний інститут (ХНУБА), факультет архітектури. Під час навчання в університеті разом зі своїми колегами будував перші невеликі проєкти власними руками. В основному це були інтер’єри, маленькі кафе та клуби.
У 1990 році після закінчення університету був розподілений в місто Суми (Україна), де керував групою архітектурного проєктування в офісі головного архітектора до 1993 року. 
З 1991 по 1997 рік розвивав кар'єру художника. 

### Архітектура
З 1996 року Олег Дроздов почав займатися архітектурною діяльністю та разом з партнерами організував проєктне бюро «Атріум» у Харкові.
У 1997 році бюро «Атріум» реорганізували, було змінено назву та склад партнерів. Олег став засновником та головним архітектором бюро «Дроздов та партнери». Роботи бюро представлені в Україні та закордоном. У Харкові найбільш відомі бізнес-центри Ave Plaza та Platinum Plaza, ресторан Yaske на вул. Данилевського, бутік Status на вулиці Сумській, торговельні будівлі Prizma на проспекті Науки, офісно-житловий будинок Heirloom на вул. Чернишевській, житловий будинок Carat на вул. Потебні.
З 2008 року бюро є філією Кафедри основ архітектури Харківського Національного університету будівництва та архітектури, надає освітні програми студентам і стажерам, проводить лекції та семінари.

### Театр на Подолі
У 2015 році Олег Дроздов був обраний архітектором Театру на Подолі в Києві. Об’єкт побудований за меценатські кошти корпорації Roshen, який обійшовся корпорації в 174 млн. грн.
Театр викликав численні дискусії та критику через свій модерністичний характер. Реконструкція будівлі в історичній частині Києва не сподобалася багатьом городянам та викликала обурення та протести. Водночас знайшлося багато захисників будівлі нового театру, які вважали, що саме такого модернізму бракувало Подолу, і дивувалися, чому кияни не сприймають сучасне мистецтво.
У 2018 році проєкт реконструкції «Театру на Подолі» отримав гран-прі архітектурного конкурсу Ukrainian Urban Awards, а також зайняв перше місце в номінації «Архітектура культурно-соціальних об'єктів».
У 2019 році відреставровану будівлю Театру на Подолі номінували на європейську архітектурну премію Mies van der Rohe Award 2019.

### Викладацька діяльність
У 2011 році Олег Дроздов був співавтором та критиком семестрового проєкту для студентів Spring Semester Studio Workshop з урбан-дизайну в школі архітектури Колумбійського університету.
У 2017 році за ініціативою Олега Дроздова була заснована Харківська школа архітектури — приватна школа для архітекторів та урбаністів. Олег є співзасновником ХША та викладачем на кафедрі Архітектури та урбанізму. Це перша приватна архітектурна школа в незалежній Україні, що була створена завдяки фінансуванню 8 бізнесменів з Києва, Харкова та Одеси. ХША отримала акредитацію освітньої програми рівня бакалавр «Архітектура та урбанізм».
У 2020 році Харківська школа архітектури оголосила конкурс «Будь архітектором» для учнів старших класів з усієї України. Призами стали сертифікати на навчання на архітектурних програмах будівельних університетів та програмах школи.

### Художня діяльність
У 2015 році Олег Дроздов реалізував персональний мистецький проєкт «Terralogia» у Києві та Харкові. «Терралогія» складалася з чотирьох секцій: «Хімія-Географія-Архітектура», «Час-Простір-Географія», «Час-Хімія-Архітектура», «Архітектура-Ландшафт-Географія». Арт-об'єкти виставки були виконані з природних компонентів з використанням хімічних реактивів. У процесі експозиції вигляд творів змінювався, що демонструвало відвідувачам диктатуру часу над матерією. Виставки пройшли у Щербенко артцентрі у Києві та ЄрміловЦентрі у Харкові.

### Інша діяльність
У 2010 році був експертом при присудженні Міжнародної премії Якова Черніхова для молодих архітекторів.
З 2017 року постійний експерт «EU mies award».
2020 — член журі «The Young Talent Architecture Award» частини «EU Mies Award».
Протягом 2020 — 2021 був експертом від України на Public Architecture of East-Central Europe.
2021 — член журі YVAC 2021 (Young Visionary Architecture Competition) в Бейруті, Ліван.

## Виставки, дослідження та кураторські проєкти
- 2003 — Флорентійський університет, виставка «Modern Ukrainian Architecture», Флоренція, Італія
- 2003 — ініціатор міжнародного семінару проєкту «Architectural Ambulance», Харків[20]
- 2005 — куратор Українського національного проекту «Monisto: концепція розвитку Одеського узбережжя» на International Architecture Biennale in Rotterdam, Роттердам, Нідерланди[20]
- 2006 — куратор проєкту «Patiology» — виставки (в декількох містах України) та конференції (щільність, типологія і приватне життя житлових площ)[20]
- 2008 — 2010 — один з ініціаторів створення архітектурної школи «Roddom Institute» у Харкові, разом з Юрієм Ринтовтом та Alberto Foye[31]
- 2010 — один з організаторів конференції «Growing or Shrinking», Харків
- 2010 — куратор «Odessa Mama» — презентації та виставки трьох проєктів, виконаних групою молодих спеціалістів в «Drozdov&Partners», Харків
- 2011 — організатор міжнародного симпозіуму «Identity of Space», Харків
- 2012 — куратор виставкового проєкту «Circumstances» на Московській бієнале архітектури. Експозиція отримала звання найкращого кураторського проєкту

## Обрані реалізовані об’єкти бюро “Дроздов та партнери”
- Комплекс громадського харчування House of Restaurants (Харків, 2001 — 2006)[20]
- Бутік Status по вулиці Сумській (Харків, 2003)[32]
- Ресторан Yaske по вул. Данилевського (Харків, 2004)[33]
- Бізнес-центр Platinum Plaza по вул. Сумській (Харків, 2006 — 2010)[34]
- Офісно-житловий будинок Heirloom по вул. Чернишевського (Харків, 2007 — 2010)
- Житловий будинок Carat по вул. Потебні (Харків, 2003 — 2011)[35]
- Торговий центр Ave Plaza по вул. Сумській (Харків, 2003 — 2011)[36]
- Приватний будинок House with a Peristyle (Харків, 2009 — 2015)[37]
- Приватний будинок Ark (Харків, 2010 — 2015)[38]
- Ресторан Café Très в Монтрьо (Швейцарія, 2015 — 2016)[39]
- Приватний будинок Baked by the Heat (Харків, 2010 — 2016)[40]
- Драматичний театр “Театр на Подолі” (Київ, 2015 — 2017)[41]
- Стоматологічна клініка Sense (Харків, 2017 — 2018)[42]
- Готель Aloft (Київ, 2010 — 2018)[43]
- Кінно-спортивний клуб VG Horse Club (Харків, 2016 — 2019)[44]

## Нагороди
- 2001 — гран-прі за проєкт ресторану «Флоренція» українського конкурсу «IHTEP'YEAR»
- 2002 — перша премія в номінації «Комерційний інтер'єр» українського конкурсу «IHTEP'YEAR» за проєкт Symbol Baby
- 2003 — гран-прі за проєкт ресторану «Тампопо» українського конкурсу «IHTEP'YEAR»[45][46]
- 2011 — проєкт School Garden зайняв третє місце на конкурсі Cleveland Design Competition, A New School Vision, Клівленд, США 2012[47]
- 2012 — друга премія на конкурсі музею сучасного мистецтва імені Воронова у Києві, Україна[20]
- 2012 — на Московській бієнале архітектури проєкт «Circumstances» під кураторством Олега Дроздова отримав звання найкращого кураторського проєкту[48][20]
- 2014 — проєкт громадського спортивного комплексу в місті Тегу, створений бюро Дроздова (Dalseong Citizen's Gymnasium), посів перше місце на міжнародному конкурсі в Daegu International Architecture Competition (Південна Корея)[49][50]
- 2018 — Театр на Подолі отримав Гран-прі на Всеукраїнській премії Ukrainian Urban Awards, а також звання «кращий проєкт» в номінації «Архітектура культурно-соціальних об’єктів»[51][52]
- 2018 — Олег Дроздов отримав звання «архітектор року» за версію EDIDA (Elle Decoration International Design Awards)[53][54]
- 2018 — ЕЕ Real Estate Project Awards: Готель Aloft у Києві отримав звання «готельний проєкт року». Також бюро Дроздов та партнери отримало звання «архітектурне бюро року»[55]
- 2018 — Театр на Подолі номіновано на міжнародну архітектурну премію Європейського Союзу — Mies van der Rohe Award 2019[56]
- 2021 — проєкти бюро Дроздова Sense Dental Clinic та VG Horse Club номіновано на міжнародну премію Mies van der Rohe Award 2022[57][58]